# Parc de Torrents i Lladó
El Parc de Torrents i Lladó és una zona verda del barri de Bufalà de Badalona, dedicada al pintor Joaquim Torrents i Lladó.
Delimitat per l'avinguda de Martí Pujol i els carrers de Guerau de Liost i John Lennon,
és de petites dimensions, amb tan sols 0,81 Ha, i és accessible per tot el perímetre. Disposa d'espais lliures destinats al descans i a la integració dels residents de la zona. Hi ha parcel·les enjardinades amb gespa i un arbrat ja consolidat format per pins, roures, arbrat de flor, palmeres i arbustiva diversa. També hi ha una àrea de jocs infantils i una altra per a gossos.
Inaugurat el 1999, ocupa els terrenys de l'antiga Torre Calitxa, originalment una residència d'estiueig de la família Gusi, propietaris de la fàbrica veïna de Can Gusi, actualment ocupada per l'Asil Roca i Pi. Posteriorment, la torre passà a mans de la familía Trias: els germans Antoni i Joaquim Trias i Pujol i Ramon Trias i Fargas. Durant la Guerra Civil espanyola, aquests marxaren a l'exili, i després del conflicte s'hi instal·laren els frares Agustins recol·lectes, que la van reformar i hi construïren una capella dedicada a Santa Rita. Finalment, la casa i la capella foren enderrocades a la dècada del 1970, romanent-ne només alguns arbres.
L'any 2005 fou reconegut com una de les 142 zones verdes catalanes més sostenibles, conjuntament amb el parc de Nova Lloreda, entre els que presentaren a la jornada tècnica de parcs i jardins celebrada a Badalona.

## Transports
S'hi pot arribar amb autobús, tots operats per TUSGSAL.
- B1 (Badalona Av. Martí Pujol - Sta. Coloma Metro Fondo)[3]
- B19 (Badalona H. Can Ruti - Barcelona H. Vall d'Hebron)[3]
- B24 (Badalona H. Can Ruti - Barcelona Rda. St. Pere)[3]
- B26 (Badalona H. Can Ruti - St. Adrià de Besòs Estació Rodalies)[3]
- N11 (Barcelona Pl. Catalunya - Badalona H. Can Ruti)[3]